# Giro del Delfinato 2013
Il Giro del Delfinato 2013, sessantacinquesima edizione della corsa, valido come sedicesima prova del UCI World Tour 2013, si è svolto dal 2 al 9 giugno 2013 su un percorso di complessivi 1 136,5 km suddivisi in otto tappe. La vittoria è stata appannaggio del britannico Chris Froome, in forza alla Sky Procycling, che ha completato i 1 136,5 km del percorso in 29h28'46".

## Tappe
| Tappa  | Data     | Percorso                                                  | km      | Vincitore di tappa   | Leader cl. generale |
| ------ | -------- | --------------------------------------------------------- | ------- | -------------------- | ------------------- |
| 1ª     | 2 giugno | Champéry (CHE) > Champéry (CHE)                           | 121     | David Veilleux       | David Veilleux      |
| 2ª     | 3 giugno | Châtel > Oyonnax                                          | 191     | Elia Viviani         | David Veilleux      |
| 3ª     | 4 giugno | Ambérieu-en-Bugey > Tarare                                | 167     | Edvald Boasson Hagen | David Veilleux      |
| 4ª     | 5 giugno | Villars-les-Dombes > Parc des Oiseaux (cron. individuale) | 32,5    | Tony Martin          | Rohan Dennis        |
| 5ª     | 6 giugno | Grésy-sur-Aix > Valmorel                                  | 139     | Chris Froome         | Chris Froome        |
| 6ª     | 7 giugno | La Léchère > Grenoble                                     | 143     | Thomas Voeckler      | Chris Froome        |
| 7ª     | 8 giugno | Le Pont-de-Claix > SuperDévoluy                           | 187,5   | Samuel Sánchez       | Chris Froome        |
| 8ª     | 9 giugno | Sisteron > Risoul                                         | 155,5   | Alessandro De Marchi | Chris Froome        |
| Totale | Totale   | Totale                                                    | 1 136,5 |                      |                     |

## Squadre partecipanti
| N.      | Cod. | Squadra                    |
| ------- | ---- | -------------------------- |
| 1-8     | SKY  | Sky Procycling             |
| 11-18   | TST  | Team Saxo-Tinkoff          |
| 21-28   | LTB  | Lotto-Belisol Team         |
| 31-38   | AST  | Astana Pro Team            |
| 41-48   | BMC  | BMC Racing Team            |
| 51-58   | BLA  | Blanco Pro Cycling Team    |
| 61-68   | RLT  | RadioShack-Leopard         |
| 71-78   | OGE  | Orica-GreenEDGE            |
| 81-88   | KAT  | Katusha Team               |
| 91-98   | COF  | Cofidis, Solutions Credits |
| 101-108 | EUS  | Euskaltel-Euskadi          |

| N.      | Cod. | Squadra                |
| ------- | ---- | ---------------------- |
| 111-118 | GRS  | Garmin-Sharp           |
| 121-128 | LAM  | Lampre-Merida          |
| 131-138 | FDJ  | FDJ                    |
| 141-148 | EUC  | Team Europcar          |
| 151-158 | OPQ  | Omega Pharma-Quickstep |
| 161-168 | CAN  | Cannondale Pro Cycling |
| 171-178 | MOV  | Movistar Team          |
| 181-188 | VCD  | Vacansoleil-DCM        |
| 191-198 | ARG  | Team Argos-Shimano     |
| 201-208 | BSE  | Bretagne-Séché         |
| 211-218 | TNE  | Team NetApp-Endura     |

## Dettagli delle tappe

### 1ª tappa
- 2 giugno: Champéry (CHE) > Champéry (CHE) – 121 km

Risultati
| Pos. | Corridore         | Squadra      | Tempo    |
| ---- | ----------------- | ------------ | -------- |
| 1    | David Veilleux    | Europcar     | 3h17'35" |
| 2    | Gianni Meersman   | Omega Pharma | a 1'56"  |
| 3    | Tom-Jelte Slagter | Blanco       | a 1'57"  |

| Pos. | Corridore         | Squadra      | Tempo    |
| ---- | ----------------- | ------------ | -------- |
| 1    | David Veilleux    | Europcar     | 3h17'35" |
| 2    | Gianni Meersman   | Omega Pharma | a 1'56"  |
| 3    | Tom-Jelte Slagter | Blanco       | a 1'57"  |

### 2ª tappa
- 3 giugno: Châtel > Oyonnax – 191 km

Risultati
| Pos. | Corridore       | Squadra      | Tempo    |
| ---- | --------------- | ------------ | -------- |
| 1    | Elia Viviani    | Cannondale   | 4h39'15" |
| 2    | Gianni Meersman | Omega Pharma | s.t.     |
| 3    | Tony Gallopin   | RadioShack   | s.t.     |

| Pos. | Corridore       | Squadra      | Tempo    |
| ---- | --------------- | ------------ | -------- |
| 1    | David Veilleux  | Europcar     | 7h56'50" |
| 2    | Gianni Meersman | Omega Pharma | a 1'56"  |
| 3    | Tony Gallopin   | RadioShack   | a 1'57"  |

### 3ª tappa
- 4 giugno: Ambérieu-en-Bugey > Tarare – 167 km

Risultati
| Pos. | Corridore            | Squadra      | Tempo    |
| ---- | -------------------- | ------------ | -------- |
| 1    | Edvald Boasson Hagen | Sky          | 4h03'32" |
| 2    | Michael Matthews     | Orica        | s.t.     |
| 3    | Gianni Meersman      | Omega Pharma | s.t.     |

| Pos. | Corridore       | Squadra      | Tempo     |
| ---- | --------------- | ------------ | --------- |
| 1    | David Veilleux  | Europcar     | 12h00'22" |
| 2    | Gianni Meersman | Omega Pharma | a 1'56"   |
| 3    | Tony Gallopin   | RadioShack   | a 1'57"   |

### 4ª tappa
- 5 giugno: Villars-les-Dombes > Parc des Oiseaux – Cronometro individuale – 32,5 km

Risultati
| Pos. | Corridore    | Squadra      | Tempo  |
| ---- | ------------ | ------------ | ------ |
| 1    | Tony Martin  | Omega Pharma | 36'54" |
| 2    | Rohan Dennis | Garmin       | a 47"  |
| 3    | Chris Froome | Sky          | a 52"  |

| Pos. | Corridore          | Squadra      | Tempo     |
| ---- | ------------------ | ------------ | --------- |
| 1    | Rohan Dennis       | Garmin       | 12h40'00" |
| 2    | Chris Froome       | Sky          | a 5"      |
| 3    | Michał Kwiatkowski | Omega Pharma | a 26"     |

### 5ª tappa
- 6 giugno: Grésy-sur-Aix > Valmorel – 139 km

Risultati
| Pos. | Corridore        | Squadra      | Tempo    |
| ---- | ---------------- | ------------ | -------- |
| 1    | Chris Froome     | Sky          | 3h28'39" |
| 2    | Alberto Contador | Saxo-Tinkoff | a 4"     |
| 3    | Matthew Busche   | RadioShack   | s.t.     |

| Pos. | Corridore    | Squadra | Tempo     |
| ---- | ------------ | ------- | --------- |
| 1    | Chris Froome | Sky     | 16h08'44" |
| 2    | Richie Porte | Sky     | a 52"     |
| 3    | Rohan Dennis | Garmin  | a 54"     |

### 6ª tappa
- 7 giugno: La Léchère > Grenoble – 143 km

Risultati
| Pos. | Corridore          | Squadra  | Tempo    |
| ---- | ------------------ | -------- | -------- |
| 1    | Thomas Voeckler    | Europcar | 3h24'13" |
| 2    | José Herrada       | Movistar | s.t.     |
| 3    | Kevin Seeldraeyers | Astana   | s.t.     |

| Pos. | Corridore    | Squadra | Tempo     |
| ---- | ------------ | ------- | --------- |
| 1    | Chris Froome | Sky     | 19h33'43" |
| 2    | Richie Porte | Sky     | a 52"     |
| 3    | Rohan Dennis | Garmin  | a 54"     |

### 7ª tappa
- 8 giugno: Le Pont-de-Claix > SuperDévoluy – 187 km

Risultati
| Pos. | Corridore      | Squadra   | Tempo    |
| ---- | -------------- | --------- | -------- |
| 1    | Samuel Sánchez | Euskaltel | 5h26'14" |
| 2    | Jakob Fuglsang | Astana    | s.t.     |
| 3    | Richie Porte   | Sky       | a 15"    |

| Pos. | Corridore      | Squadra      | Tempo     |
| ---- | -------------- | ------------ | --------- |
| 1    | Chris Froome   | Sky          | 25h00'13" |
| 2    | Richie Porte   | Sky          | a 51"     |
| 3    | Michael Rogers | Saxo-Tinkoff | a 1'37"   |

### 8ª tappa
- 9 giugno: Sisteron > Risoul – 155 km

Risultati
| Pos. | Corridore            | Squadra    | Tempo    |
| ---- | -------------------- | ---------- | -------- |
| 1    | Alessandro De Marchi | Cannondale | 4h28'09" |
| 2    | Chris Froome         | Sky        | a 14"    |
| 3    | Andrew Talansky      | Garmin     | s.t.     |

| Pos. | Corridore     | Squadra | Tempo     |
| ---- | ------------- | ------- | --------- |
| 1    | Chris Froome  | Sky     | 29h28'46" |
| 2    | Richie Porte  | Sky     | a 58"     |
| 3    | Daniel Moreno | Katusha | a 2'12"   |

## Evoluzione delle classifiche
| Tappa              | Vincitore            | Classifica generale Maglia gialla | Classifica a punti Maglia verde | Classifica scalatori Maglia rossa a pois | Classifica giovani Maglia bianca | Classifica a squadre |
| ------------------ | -------------------- | --------------------------------- | ------------------------------- | ---------------------------------------- | -------------------------------- | -------------------- |
| 1ª                 | David Veilleux       | David Veilleux                    | David Veilleux                  | David Veilleux                           | Tom-Jelte Slagter                | Europcar             |
| 2ª                 | Elia Viviani         | David Veilleux                    | Gianni Meersman                 | Thomas Damuseau                          | Tony Gallopin                    | Europcar             |
| 3ª                 | Edvald Boasson Hagen | David Veilleux                    | Gianni Meersman                 | Thomas Damuseau                          | Tony Gallopin                    | Europcar             |
| 4ª                 | Tony Martin          | Rohan Dennis                      | Gianni Meersman                 | Thomas Damuseau                          | Rohan Dennis                     | Sky Procycling       |
| 5ª                 | Christopher Froome   | Christopher Froome                | Gianni Meersman                 | Thomas Damuseau                          | Rohan Dennis                     | Sky Procycling       |
| 6ª                 | Thomas Voeckler      | Christopher Froome                | Gianni Meersman                 | Thomas Damuseau                          | Rohan Dennis                     | Sky Procycling       |
| 7ª                 | Samuel Sánchez       | Christopher Froome                | Gianni Meersman                 | Thomas Damuseau                          | Rohan Dennis                     | Sky Procycling       |
| 8ª                 | Alessandro De Marchi | Christopher Froome                | Gianni Meersman                 | Thomas Damuseau                          | Rohan Dennis                     | Sky Procycling       |
| Classifiche finali | Classifiche finali   | Christopher Froome                | Gianni Meersman                 | Thomas Damuseau                          | Rohan Dennis                     | Sky Procycling       |

## Classifiche finali

### Classifica generale - Maglia gialla
| Pos. | Corridore          | Squadra      | Tempo     |
| ---- | ------------------ | ------------ | --------- |
| 1    | Chris Froome       | Sky          | 29h28'46" |
| 2    | Richie Porte       | Sky          | a 58"     |
| 3    | Daniel Moreno      | Katusha      | a 2'12"   |
| 4    | Jakob Fuglsang     | Astana       | a 2'18"   |
| 5    | Daniel Navarro     | Cofidis      | a 2'20"   |
| 6    | Michael Rogers     | Saxo-Tinkoff | a 3'08"   |
| 7    | Alejandro Valverde | Movistar     | a 3'12"   |
| 8    | Rohan Dennis       | Garmin       | a 3'24"   |
| 9    | Samuel Sánchez     | Euskaltel    | a 4'25"   |
| 10   | Alberto Contador   | Saxo-Tinkoff | a 4'27"   |

### Classifica a punti - Maglia verde
| Pos. | Corridore            | Squadra      | Punti |
| ---- | -------------------- | ------------ | ----- |
| 1    | Gianni Meersman      | Omega Pharma | 49    |
| 2    | Chris Froome         | Sky          | 47    |
| 3    | Richie Porte         | Sky          | 32    |
| 4    | Edvald Boasson Hagen | Sky          | 26    |
| 5    | Jakob Fuglsang       | Astana       | 23    |

### Classifica scalatori - Maglia rossa a pois
| Pos. | Corridore          | Squadra       | Punti |
| ---- | ------------------ | ------------- | ----- |
| 1    | Thomas Damuseau    | Argos-Shimano | 109   |
| 2    | Kevin Seeldraeyers | Astana        | 77    |
| 3    | Chris Froome       | Sky           | 46    |
| 4    | David Veilleux     | Europcar      | 45    |
| 5    | Aleksej Lucenko    | Astana        | 35    |

### Classifica giovani - Maglia bianca
| Pos. | Corridore        | Squadra       | Tempo     |
| ---- | ---------------- | ------------- | --------- |
| 1    | Rohan Dennis     | Garmin        | 29h32'10" |
| 2    | Alexandre Geniez | FDJ           | a 3'53"   |
| 3    | Warren Barguil   | Argos-Shimano | a 8'48"   |
| 4    | Dominik Nerz     | BMC           | a 10'13"  |
| 5    | Egor Silin       | Astana        | a 11'52"  |

### Classifica a squadre - Numero giallo
| Pos. | Squadra                    | Tempo     |
| ---- | -------------------------- | --------- |
| 1    | Sky Procycling             | 88h35'44" |
| 2    | Team Saxo-Tinkoff          | a 12'18"  |
| 3    | Euskaltel-Euskadi          | a 23'27"  |
| 4    | Astana Pro Team            | a 24'34"  |
| 5    | Cofidis, Solutions Credits | a 25'50"  |